# Napajedla
Napajedla es una localidad del distrito de Zlín, en la región de Zlín, República Checa. Tiene una población estimada, a principios del año 2021, de 7127 habitantes. 
Está ubicada en el centro-este de la región, al sureste de Praga, cerca de la orilla del río Morava —un afluente izquierdo del Danubio— y de la frontera con Eslovaquia.

## Hijos ilustres
Aquí nacieron los hermanos Leoš (musicólogo) y Rudolf Firkušný (pianista), en 1905 y 1912, respectivamente.